# Paul-René-François Labat
Paul-René-François Labat, francoski general, * 1900, † 1944.